# Brogårdstein

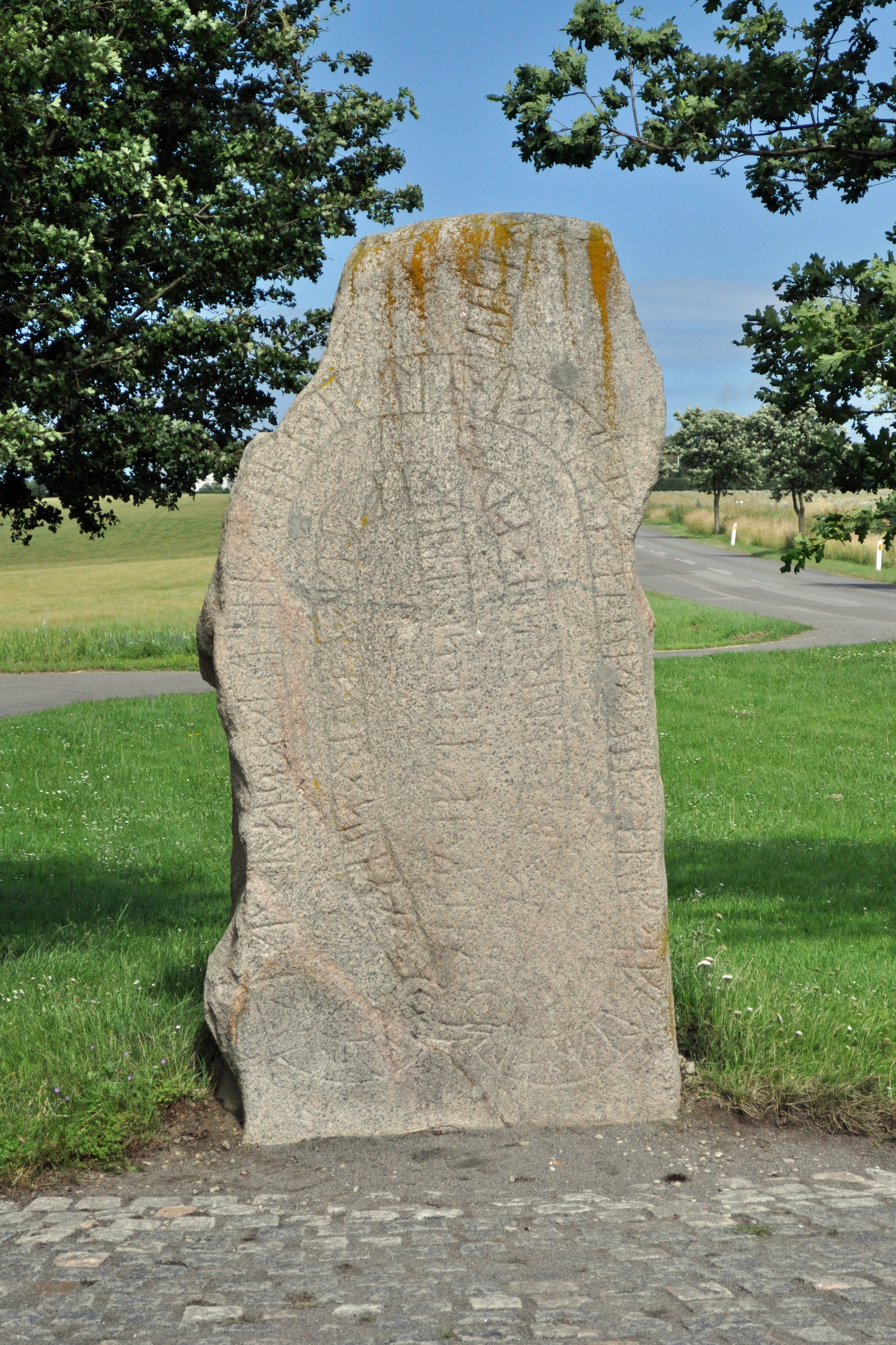
Brogårdstein

Der Brogårdstein (dänisch Brogårdstenen – auch Klemensker-sten 3; Nr. DK Bh 3 oder DR 401 genannt) ist der flächenmäßig größte (nicht der höchste) erhaltene Runenstein auf der dänischen Insel Bornholm. Der 1819 erstmals erwähnte Granitstein lag seinerzeit als Brücke über den Bach Bagå.
Der zwischen 1050 und 1100 entstandene Runenstein ist 2,67 m hoch, 1,39 m breit, 9 bis 24 cm dick und aus grobkörnigem rötlichem Granit. Der Text lautet: „Svenger ließ diesen Stein errichten für seinen Vater Toste und für seinen Bruder Alvlak und für seine Mutter und seine Schwestern“, wobei die Frauen nicht namentlich erwähnt werden. Die Inschrift steht in einem für schwedische Steine typischen Schlangenband, das mit einem Irischen Koppel versehen ist.
Nach der Überlieferung stammt er von einem Grabhügel bei Stælen, wahrscheinlich aber nicht vom Hallegård in Rø, was zunächst angenommen wurde. 1868 wurde er westlich seines heutigen Standplatzes aufgerichtet. Der Stein befindet sich heute an der Einmündung des Simblegårdsvej (von Klemensker) in den Svalhøjvej, die Straße Rønne–Hasle.
In Klemensker stehen auch die Runensteine bzw. Runensteinfragmente 1 und 2 und 5 bis 9. Der Marevadsten (oder Klemensker 4) steht auf dem Friedhof von Hasle.